# Borislav Mihajlov
Borislav Biserov Mihajlov (in bulgaro Борислав Бисеров Михайлов, pronuncia - Borisslaf Bisserof Mikhailof?; Sofia, 12 febbraio 1963) è un dirigente sportivo ed ex calciatore bulgaro, di ruolo portiere, ex presidente della Federazione calcistica della Bulgaria.

## Biografia
Dal 1998 è sposato con l'ex ginnasta Marija Petrova. Anche suo figlio Nikolaj è un calciatore.

## Carriera

### Club
Debuttò nella prima divisione bulgara nel 1981 con il Levski Sofia e militò anche nei campionati portoghese, francese e svizzero - con lo Zurigo, con cui terminò la carriera nel 1998.

### Nazionale
Fu portiere della Nazionale bulgara ai Mondiali del 1986, 1994 e agli Europei del 1996 - come titolare, e ai Mondiali di calcio Francia del 1998 - come secondo portiere, collezionando 102 presenze (nove di loro per la squadra olimpica) tra il 1983 e il 1996. Ai Mondiali del '94 e a Euro 1996 ha indossato la fascia di capitano della selezione bulgara.

## Dopo il ritiro
Dal 21 ottobre 2005 al 15 ottobre 2019 è stato presidente della Federcalcio bulgara, rassegnando le dimissioni dall'incarico a seguito dei cori razzisti e dei saluti nazisti fatti dai tifosi bulgari in occasione della partita tra Bulgaria e Inghilterra valida per qualificarsi agli Europei del 2020. Nel 2021 ha ritirato le sue dimissioni, ed è stato rieletto in un congresso straordinario della Federazione caratterizzato da forti polemiche: erano necessari 242 voti per l'elezione, e lui fu proclamato vincitore nonostante avesse ricevuto 241 voti, contro i 230 dello sfidante Dimitar Berbatov. A seguito di proteste contro la BFS si dimise definitivamente nel novembre 2023. Nel 2024 viene eletto suo successore Georgi Ivanov, ex attaccante del Levski Sofia.

## Palmarès

### Club
- Coppa di Bulgaria: 3

Levski Sofia: 1981-1982, 1983-1984, 1985-1986
- Campionato bulgaro: 3

Levski Sofia: 1983-1984, 1984-1985, 1987-1988

### Individuale
- Calciatore bulgaro dell'anno: 1

1986